# Cabézon du Loreto
Capito wallacei
Espèce
Statut de conservation UICN

 VU D1 : Vulnérable
Le Cabézon du Loreto (Capito wallacei) est une espèce d'oiseau appartenant à la famille des Capitonidae, endémique des forêts tropicales humides de montagne du Pérou.

## Référence
- O'Neill, Lane, Kratter, Capparella & Joo (2000) A striking new species of barbet (Capitoninae: Capito) from the eastern Andes of Peru. Auk, 117-3 : 569-577. texte original